# Storia degli ebrei in Giappone
La storia degli ebrei in Giappone è ben documentata nei tempi moderni, benché varie tradizioni si leghino ad epoche molto anteriori.

## Condizione degli ebrei in Giappone
Gli ebrei sono un gruppo etnico e religioso minore del Giappone, attualmente consistente solo in circa 2.000 persone ovvero circa lo 0,0016% della popolazione totale del Giappone.

## Storia ebraica in Giappone

### Primi insediamenti
Fu solo con l'arrivo del commodoro Matthew Perry in seguito alla convenzione di Kanagawa e alla fine della politica estera giapponese delle "porte chiuse" (sakoku) che famiglie ebree cominciarono a insediarsi in Giappone. I primi immigrati ebrei registrati arrivarono a Yokohama nel 1861. Entro il 1895, questa comunità, che ormai consisteva di circa cinquanta famiglie, fondò la prima sinagoga del Giappone. Parte di questa comunità si sarebbe poi trasferita a Kōbe dopo il grande terremoto del Kantō del 1923.
Un altro primo insediamento ebraico fu quello fondato negli anni 1880 a Nagasaki, una grande città portuale giapponese aperta al commercio con l'estero dai portoghesi. Questa comunità era più grande di quella di Yokohama, consistendo di più di cento famiglie. Fu qui che fu creata nel 1894 la Sinagoga di Beth Israel. L'insediamento sarebbe continuamente cresciuto e rimasto attivo finché alla fine declinò per via della guerra russo-giapponese all'inizio del XX secolo. Il rotolo della Torah della comunità sarebbe stato infine trasferito agli ebrei di Kobe, un gruppo formato da prigionieri di guerra ebrei russi liberati che avevano partecipato all'esercito dello zar e alla rivoluzione russa del 1905.

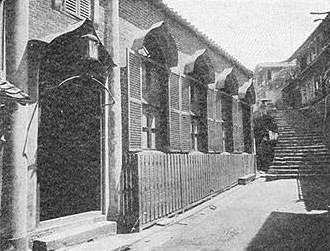
La sinagoga di Beth Israel a Nagasaki

Dalla metà degli anni 1920 fino agli anni 1950, quella di Kobe fu la più grande comunità ebraica del Giappone, formata da centinaia di ebrei che arrivavano dalla Russia (avendo origine dalla città manciuriana di Harbin), dal Medio Oriente (principalmente dall'Iraq e dalla Siria), nonché dai paesi dell'Europa centrale e orientale (in primo luogo la Germania). Aveva sia una sinagoga aschenazita sia una sefardita. Durante questo periodo, la comunità ebraica di Tokyo (ora la più grande del Giappone) stava lentamente crescendo con l'arrivo di ebrei dagli Stati Uniti, dall'Europa occidentale e dalla Russia.

### Insediamento ebraico nel Giappone imperiale
Alcuni capi giapponesi, come il capitano Koreshige Inuzuka, il colonnello Norihiro Yasue e l'industriale Yoshisuke Aikawa, giunsero a credere che il potere economico e politico ebraico potesse essere sfruttato dal Giappone favorendo un'immigrazione controllata degli ebrei e che tale politica avrebbe anche assicurato il favore degli Stati Uniti d'America attraverso l'influenza degli ebrei d'America. Sebbene fossero fatti sforzi per attirare gli investimenti e gli immigranti ebrei, il piano fu limitato dal desiderio del governo di non interferire con la sua alleanza con la Germania nazista. In definitiva, fu lasciato alla comunità ebraica di finanziare gli insediamenti e di rifornire gli immigranti e il piano non riuscì ad attirare una significativa popolazione a lungo termine o a creare i benefici strategici per il Giappone che erano stati attesi dai suoi ideatori. 
Autorità militari e della grande industria stanziati nello stato fantoccio del Manciukuò, idearono il cosiddetto piano Fugu, progetto che prevedeva la colonizzazione di una parte della Manciuria con ebrei in fuga dell'Europa per le persecuzioni nazi-fasciste. Il progetto fallì per l'adesione del Giappone al patto tripartito e per le oggettive difficoltà di realizzazione a causa del conflitto mondiale.
Il 6 dicembre 1938, il Consiglio dei cinque ministri (il primo ministro Fumimaro Konoe, il ministro dell'esercito Seishirō Itagaki, il ministro della marina Mitsumasa Yonai, il ministro degli esteri Hachirō Arita e il ministro delle finanze Shigeaki Ikeda), che era il più alto organo decisionale del governo, prese la decisione di proibire l'espulsione degli Ebrei dal Giappone.
Durante la seconda guerra mondiale, il Giappone era considerato un rifugio sicuro dall'Olocausto, malgrado fosse parte dell'Asse e alleato della Germania. Gli ebrei che tentavano di scappare dalla Polonia occupata dai tedeschi non potevano passare i blocchi vicino all'Unione Sovietica e al Mar Mediterraneo ed erano costretti ad attraversare il paese neutrale della Lituania (che fu occupate dai belligeranti nel giugno 1940, a cominciare dall'Unione Sovietica, poi dalla Germania e infine di nuovo dallUnione Sovietica).
Di quelli che arrivarono, molti (intorno a 5.000) furono mandati nelle Antille Olandesi con visti giapponesi emessi da Chiune Sugihara, il console giapponese in Lituania. Sugihara ignorò i suoi ordini e diede a migliaia di ebrei visti di entrata in Giappone, rischiando la sua carriera e salvando più di 6.000 vite. Si dice che Sugihara abbia cooperato con i servizi segreti polacchi, come parte di un più vasto piano di cooperazione giapponese-polacco. Riuscirono a fuggire attraverso il vasto territorio della Russia in treno fino a Vladivostok e poi in nave fino a Kōbe in Giappone. I rifugiati – 2.185 di numero – arrivarono in Giappone dall'agosto 1940 al giugno 1941. Tadeusz Romer, l'ambasciatore polacco a Tokyo, era riuscito a ottenere visti di transito in Giappone; visti di asilo in Canada, Australia, Nuova Zelanda e Birmania; certificati di immigrazione in Palestina; e visti per immigranti negli Stati Uniti e in alcuni paesi latino-americani. La maggior parte degli ebrei furono autorizzati e incoraggiati a trasferirsi dal Giappone al ghetto di Shanghai (Cina), sotto occupazione giapponese per la durata della seconda guerra mondiale. Infine, Tadeusz Romer arrivò a Shanghai il 1º novembre 1941, per continuare l'azione a favore dei rifugiati ebrei. Tra coloro che furono salvati nel ghetto di Shanghai vi erano i capi e gli studenti della yeshivah di Mir, l'unica yeshivah europea a sopravvivere all'Olocausto. Essi – circa 400 di numero – fuggirono da Mir a Vilna allo scoppio della seconda guerra mondiale nel 1939, e poi a Keidan (Lituania). Alla fine del 1940, ottennero visti da Chiune Sugihara, per viaggiare da Keidan (allora Repubblica Socialista Sovietica Lituana) via Siberia e Vladivostok a Kōbe (Giappone). Entro il novembre 1941, i giapponesi trasferirono questo gruppo e la maggior parte degli altri al ghetto di Shanghai per consolidare gli ebrei sotto il loro controllo.
Anche il segretario della legazione manciuriana a Berlino Wang Tifu emise visti per 12.000 rifugiati, inclusi ebrei, dal giugno 1939 al maggio 1940.
Per tutta la guerra, il governo giapponese respinse continuamente le richieste del governo tedesco di istituire politiche antisemitiche. Verso la fine, i rappresentanti nazisti fecero pressione sull'esercito giapponese per mettere a punto un piano per sterminare la popolazione ebraica di Shanghai e questa pressione divenne infine nota ai capi della comunità ebraica. Tuttavia, i giapponesi non avevano intenzione di provocare ulteriormente la collera degli Alleati e così ritardarono per un periodo la richiesta tedesca, alla fine respingendola interamente. Un'istituzione ebraica ortodossa salvata in questa maniera fu la yeshivah haredi lituana di Mir. Il governo giapponese e la gente offrirono temporaneamente agli ebrei rifugio, servizi medici, cibo, trasporti e doni, ma preferirono che si trasferissero a risiedere nella Shanghai occupata dai giapponesi.
Alla fine della guerra, circa metà degli ebrei che erano stati nei territori controllati dai giapponesi si trasferirono in seguito nell'emisfero occidentale (come gli Stati Uniti e il Canada) e il resto si trasferirono in altre parti del mondo, principalmente in Israele.
Fin dagli anni 1920, ci sono stati eventi e dichiarazioni occasionali che riflettono l'antisemitismo in Giappone, generalmente promossi da frange estremiste e riviste da rotocalco.

## Ebrei ed ebraismo nel Giappone moderno

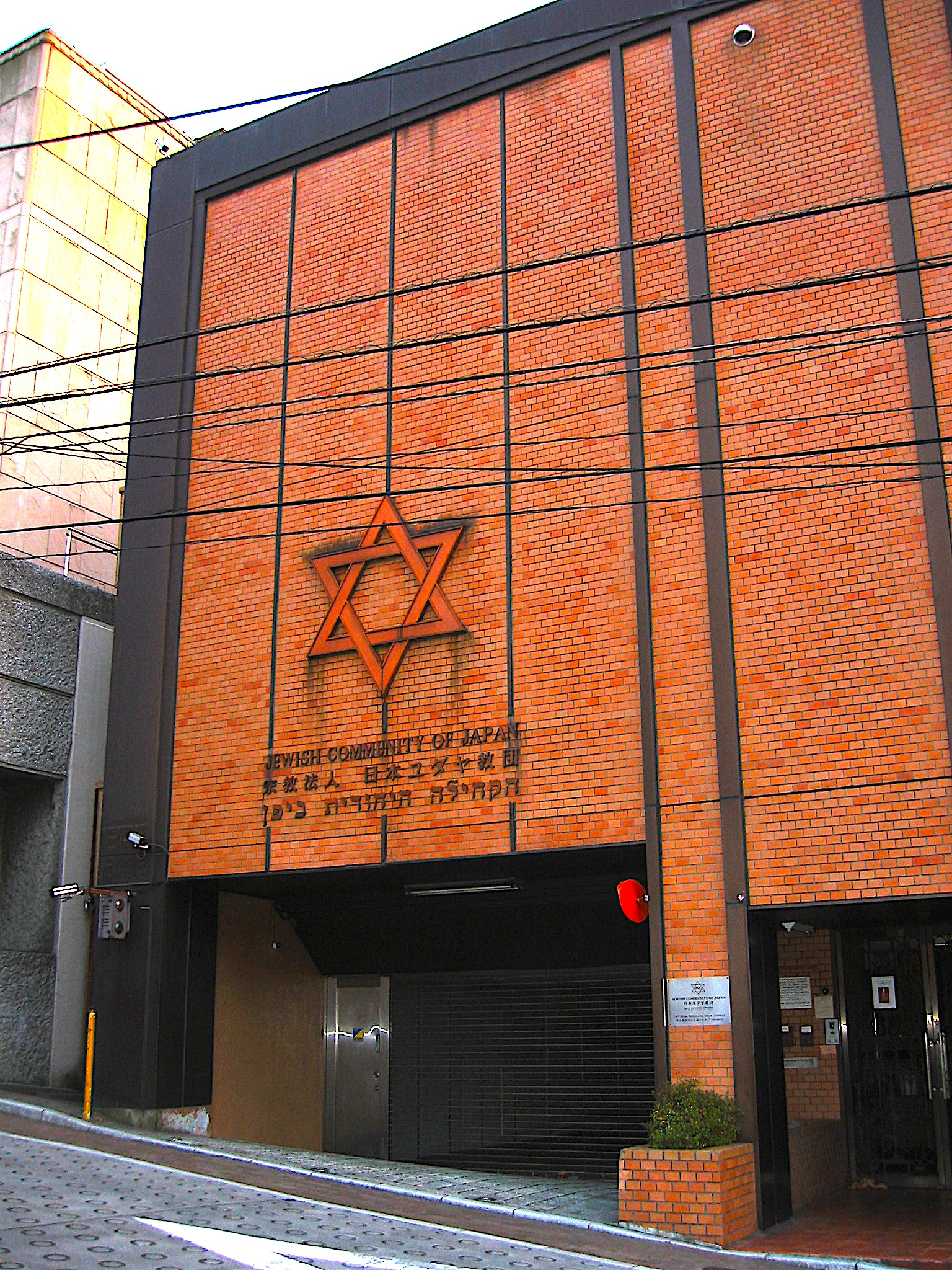
La sinagoga Beth David di Tokyo

Dopo la seconda guerra mondiale, una grande porzione dei pochi ebrei che erano rimasti in Giappone partirono, molti andando in quello che sarebbe diventato Israele. Alcuni di quelli che rimasero sposarono persone locali e furono assimilati nella società giapponese.
Ci sono parecchie centinaia di famiglie ebraiche che vivono a Tokyo e un piccolo numero di famiglie ebree intorno a Kōbe. Un altro piccolo numero di espatriati ebrei di altri paesi vivono in tutto il Giappone, temporaneamente, per affari, per studio, per un anno sabbatico o per una varietà di altri fini. Ci sono sempre membri ebrei delle forze armate degli Stati Uniti in servizio a Okinawa e nelle altre basi militari americane in tutto il Giappone.
Ci sono centri che servono le comunità ebraiche a Tokyo e Kobe. L'organizzazione Chabad Lubavitch ha due centri ufficiali a Tokyo e a Kobe e c'è un'ulteriore casa Chabad gestita dal rabbino Yehezkel Binyomin Edery.
In campo culturale, ogni anno, centinaia, se non migliaia, di ebrei visitano il Museo commemorativo Chiune Sugihara ubicato a Yaotsu (prefettura di Gifu), nel Giappone centrale. Si pensa che le azioni di Sugihara di rilasciare visti di transito validi abbiano salvato le vite di circa 6.000 ebrei, che fuggirono attraverso la Russia a Vladivostok e poi in Giappone per scappare dai campi di concentramento. Nella stessa prefettura, molti ebrei visitano anche la città di Takayama.

## Film
- Jewish Soul Music: The Art of Giora Feidman (1980), regia di Uri Barbash.